# Night glider mode
La Night Glider mode (o XVV Night Glider mode) è una delle modalità di orientamento dei pannelli solari sulla Stazione spaziale internazionale.
Normalmente i pannelli solari della stazione spaziale seguono il Sole. Tuttavia, una delle principali cause del decadimento orbitale della stazione spaziale è che l'area dei pannelli solari, colpendo la tenue atmosfera residua all'altitudine orbitale, genera una piccola quantità di resistenza aerodinamica. La resistenza può essere ridotta orientando i pannelli solari in modalità sun slicer, nella quale volano di taglio rispetto alla direzione orbitale, invece di seguire il Sole; tuttavia, questa orientazione riduce la potenza prodotta. La modalità night glider è un orientamento ibrido, in cui i pannelli solari seguono il Sole durante il periodo in cui la stazione spaziale è illuminata, vengono ruotati di taglio rispetto alla direzione orbitale quando entra nell'ombra terrestre, e poi ritornano nella loro posizione iniziale quando la stazione rientra alla luce solare. Questo riduce la resistenza media sui pannelli solari della stazione di circa il 30%, senza alcuna riduzione di potenza.
L'uso della modalità night glider era stato proposto dal Glenn Research Center all'inizio della storia della stazione spaziale, ma fu implementato solo nel 2003, dopo il disastro dello Space Shuttle Columbia, quando la capacità dello Space Shuttle di portare propellente alla stazione per il mantenimento orbitale fu sospesa mentre il programma Space Shuttle entrava in una fase di riprogettazione. L’implementazione delle modalità di volo a ridotta resistenza della stazione spaziale ha comportato un risparmio di circa 1.000 kg di propellente per la manutenzione orbitale ogni anno.
A volte è utile orientare i pannelli solari in modo da massimizzare la resistenza aerodinamica sui pannelli. Ciò può essere fatto, ad esempio, per ridurre l’altitudine orbitale della stazione spaziale allo scopo di diminuire l'altitudine della ISS per minimizzare la quantità di carburante usato dai veicoli in visita per raggiungere la stazione spaziale. La scelta della modalità di orientamento dei pannelli solari è una funzione delle operazioni della ISS (cioè del "controllo missione").